# David C. Lane
Pour les articles homonymes, voir Lane.
 (juillet 2022).
Si vous disposez d'ouvrages ou d'articles de référence ou si vous connaissez des sites web de qualité traitant du thème abordé ici, merci de compléter l'article en donnant les références utiles à sa vérifiabilité et en les liant à la section « Notes et références ».
 (août 2019).
David Christopher Lane (né le 29 avril 1956 à Burbank) est professeur de philosophie et de sociologie au Mt. San Antonio College de Walnut (Californie) et critique des mouvements religieux et sectaires aux États-Unis. Il est principalement connu pour ouvrage The Making of a Spiritual Movement : The Untold Story of Paul Twitchell and Eckankar, qui expose les origines du mouvement religieux Eckankar. Il est également connu pour avoir mis en lumière les enseignements de Baba Faqir Chand, le représentant indien de Yoga surat shabda dans le livre The Unknowing Sage : La vie et l'œuvre de Baba Faqir Chand.
Il a par ailleurs fondé la revue Comprendre les sectes et les mouvements spirituels dans les années 1980, qui présentait des études critiques de John-Roger Hinkins, du mouvement de sensibilisation spirituelle intérieure, Adi Da et Sathya Sai Baba.

## Biographie
D'abord catholique, David Lane est initié en 1978 par le gourou Charan Singh au Radha Soami Satsang Beas (en).
De 2001 à 2003, il est maître de conférence en sciences des religions à l'Université d'État de Californie. Il est spécialisé dans l'étude de nouveaux mouvements religieux, dont les sectes, ainsi que les rapports entre science et religion.
Il enseigne aussi, entre autres, à la California School of Professional Psychology, à l'Université de Californie à San Diego, à l'Université de sciences humaines de Palomar College, au Mira Costa College et à l'Université de Londres.
En 2010, il est l'intervenant principal de la conférence SPIRCON organisée par le Dayalbagh Educational Institute à Agra, en Inde.
Le 12 octobre 2015, Lane est le principal orateur de l'Université d'État de Californie à Fullerton, parrainé par le département de sociologie, sur le thème de la nature illusoire des visions religieuses et de l'effet Chandian,.
En août 2018, il intervient aux côtés du professeur Mark Juergensmeyer, à l'institut éducatif Dayalbagh, lors de la présentation plénière du 200e anniversaire de la naissance de Shiv Dayal Singh, fondateur de Radhasoami.
Dans une interview au San Diego Reader (en), Lane explique avoir reçu des menaces de mort par les défenseurs de plusieurs mouvements religieux ou sectes. Il est également visé par plusieurs actions en justice en raison de son attitude critique vis-à-vis de ces mêmes groupes.

## Ouvrages
- (en) David Christopher Lane, The making of a spiritual movement : The untold story of Paul Twitchell and Eckankar, New York, Garland Publishing, coll. « Religious information systems series », 1993 (ISBN 978-0-8153-1276-5, OCLC 26723709)
- (en) David Christopher Lane, The Chandian Effect, 2015, 40 p. (ISBN 978-1-56543-354-0)
- (en) David Christopher Lane, Exposing Cults : When the Skeptical Mind Confronts the Mystical, New York, Garland Publishing, 1994.
- (en) David Christopher Lane, The Unknowing Sage : The Life and Work of Baba Faqir Chand, MSAC Philosophy Group, 2011, 120 p..